# Astragalus nikitinae
Astragalus nikitinae är en ärtväxtart som beskrevs av Boris Fedtjenko. Astragalus nikitinae ingår i släktet vedlar, och familjen ärtväxter. Inga underarter finns listade i Catalogue of Life.